# 파동-입자 이중성
파동-입자 이중성(波動粒子二重性, wave–particle duality)은 양자역학에서 모든 물질이 입자와 파동의 성질을 동시에 지니는 성질이다. 고전역학에서는 파동과 입자가 매우 다른 성질을 지니지만, 양자역학에서는 두 개념을 하나의 개념으로 통합한다.
역사적으로 파동-입자 이중성은 빛이 과연 입자인지, 아니면 파동인지에 대한 논란으로부터 비롯되었다. 빛이 두 가지 성질을 모두 지닌다는 사실이 실험을 통해 증명되었고, 이후 빛 뿐만이 아니라 다른 모든 물질도 입자와 파동의 성질을 둘 다 지닌다는 사실이 발견되었다.

## 역사
물질의 파동-입자 이중성에 대한 논의는 '빛'에 대한 논의로부터 시작되었다.
- 데모크리토스는 빛은 입자이라고 주장하였고, 아리스토텔레스는 사원소설의 체계 안에서 빛은 파동이라고 주장하였다.
- 이후 이븐 알하이삼은 빛의 굴절과 반사 등의 현상에 기반하여 저서 《광학》(아랍어: كتاب المناظر, 1021)에서 빛이 입자라고 주장하였다. 르네 데카르트는 저서 《세계》(프랑스어: Le Monde, 1633)에서 빛은 파동이라고 주장하였다.
- 18세기에 아이작 뉴턴은 저서 《광학》(Opticks, 1704)에서 빛은 작은 입자의 흐름이라고 하며 미립자설을 주장했다. 반면 동시대 사람인 크리스티안 하위헌스 · 로버트 훅 등은 빛은 파동이라고 주장하였다. 특히 훅은 '빛을 향해 빛을 쏘아도 충돌하지 않고 통과한다'[1]는 실험결과를 통해 빛은 파동일 수 밖에 없다고 주장하였다. 하지만 이 당시에는 아이작 뉴턴의 권위로 인해 입자설이 우세하였다.
- 19세기에 토머스 영이 이중 슬릿 실험(1801년)을 통해 빛의 파동설을 지지하였다. 이 실험 결과인 빛의 간섭무늬는 입자설로는 설명할 수 없었기에 파동설이 우세하였다. 이후 1818년, 오위스탱장 프레넬(Augustin-Jean Fresnel)이 회절과 관련한 실험을 통해 파동설을 지지하였고, 또한 프레넬은 해결되지 않던 '편광'과 '복굴절 현상'을 빛이 횡파라는 가정을 토대로 설명해냈다.
- 제임스 클러크 맥스웰은 저서 《전자기장의 역학 이론》(1865)에서 맥스웰 방정식을 토대로 계산한 전자기파의 속력이 빛의 속력과 일치함을 밝혀냈다. 그 결과를 통해 맥스웰은 빛이 전자기파라고 주장하였다. 그리고 독일의 하인리히 루돌프 헤르츠가 실험을 통해 전자기파의 속력과 빛의 속력이 같음을 밝혀내었다. 이 즈음에는 빛은 파동이라고 거의 확정된 듯 보였었다
- 20세기에 알베르트 아인슈타인은 '빛은 입자(광양자)이다'라는 전제를 통해 광전효과를 설명한 논문을 발표(1905)하였고 많은 과학자들이 실험을 통해, 빛은 전자와 충돌할 때 입자와 같이 행동함을 확인했다. 특히 로버트 앤드루스 밀리컨은 아인슈타인의 생각에 반하여 1915년, 실험을 시작했지만 정밀한 실험의 결과는 아인슈타인의 주장을 지지하였다.
- 1912년, 파울 크니핑(독일어: Paul Knipping)과 발터 프리드리히(독일어: Walther Friedrich)는 결정을 이루는 원자간의 좁은 틈을 이용하여 '라우에 반점'이라고 불리는 엑스선의 회절 사진을 얻었다. 이로써 엑스선은 파동이라는 증거를 얻었다. 그런데 드브로이는 1920년대 초, 엑스선으로도 광전효과를 확인할 수 있으며 즉, 에너지가 양자화되어있다는 것을 확인하였다. 비슷한 시기인 1922년에 아서 콤프턴은 엑스선 산란 연구를 한 뒤 그 결과를 분석한 바 엑스선은 입자와 같다고 발표하였다.(1923년)[2] 즉 엑스선에서도 입자성과 파동성이 모두 확인되었다.
- 이후 사람들은 빛이 파동의 성질과 입자의 성질, 모두를 가졌다고 받아들인다. 그리고 이는 아주 작은 세계에서만 일어난다고 하여 원자보다 작은 세계를 다루는 새로운 역학, 양자역학을 만들었다.
- 빛에 국한되어있던 이중성(파동-입자 이중성)을 확장시켜, 루이 드 브로이는 입자라고 생각해왔던 전자 역시 이중성을 가지고 있다고 착안, 물질파 이론을 고안해냈다.(1924년)
- 1927년 클린턴 조지프 데이비슨과 레스터 저머(Lester Halbert Germer)가 니켈 결정에 느리게 움직이는 전자를 쏘아 전자의 회절을 실험으로 확인하였다. 1928년, 조지 패짓 톰슨 역시 전자회절을 다른 실험으로 확인하였다.
- 전자의 이중 슬릿 간섭무늬는 1961년에서야 독일의 클라우스 옌손(독일어: Claus Jönsson)이 확인하였다.
- 이렇게 입자로 생각되던 전자를 파동으로 생각해보는 발상의 전환으로 간섭무늬 등 기존의 이론으로는 설명할 수 없었던 전자의 여러 현상을 깔끔하게 설명해낼 수 있었다.

## 빛의 이중성
빛의 정체에 대한 논의는 아주 오래전부터 계속되었다. 위의 '역사'부분에서도 언급하였듯 고대의 데모크리토스, 아리스토텔레스부터 르네 데카르트, 아이작 뉴턴, 크리스티안 하위헌스, 토머스 영, 제임스 클러크 맥스웰, 하인리히 루돌프 헤르츠, 알베르트 아인슈타인에 이르기까지 많은 과학자들이 빛의 정체에 대해 논쟁하였고, 현재는 빛이 입자적 성질과 파동적 성질을 모두 가지고 있다고 설명한다.
아인슈타인은 광자의 에너지가 광자의 진동수에 비례함을 보였다. 즉, 입자적 성질을 가진 광자가 파동이 가지는 성질인 진동수를 동시에 표현하였다.

### 이중 슬릿 실험

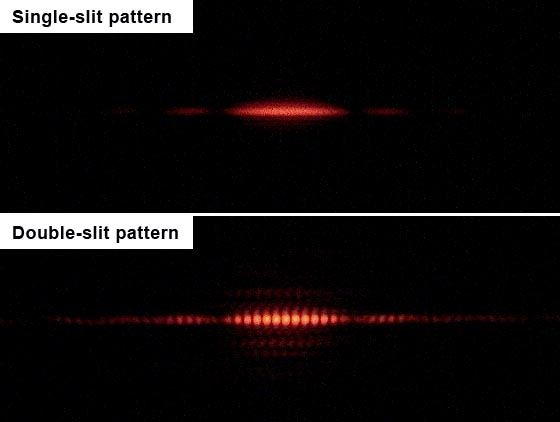
단일 슬릿 실험 결과와 이중 슬릿 실험 결과

이중 슬릿 실험은 토머스 영이 한 실험으로 빛의 간섭무늬를 관찰하여 빛의 파동설을 강력하게 뒷받침한 실험이다.
이후 이 실험은 빛 뿐 아니라 일반적인 물질(전자 등)들로도 행해졌다. 실험에 대해 간단히 설명하겠다.
1 단일 슬릿

이중 슬릿 실험

1. 단일 슬릿(하나의 구멍이 있는 판)에 빛을 쏘아보낸다. 스크린에 관찰된 무늬는 가운데는 밝고 점차 옆으로 퍼지면서 흐려지는 모양이다. 이것은 빛의 입자설로도, 파동설로도 모두 설명할 수 있다

2 이중 슬릿
1. 이중 슬릿(판에 얇고 긴 구멍이 두 개 있는 구조)에 빛을 쏘아보낸다. 일반적인 생각으로는 두 개의 슬릿에 빛을 통과시킨다면 스크린에는 두 개의 단일 슬릿패턴이 합쳐진 모양이 관측될 것으로 예상된다. 하지만 실험 결과 스크린에 나타난 모양은 예상(단일 슬릿 실험시 관측된 패턴의 합)보다 더 넓을 뿐 아니라 밝은 부분과 어두운 부분이 번갈아서 나온다. 이는 빛을 입자로 생각하면 설명이 까다로웠으나, 빛을 파동으로 보고 그에 따라 간섭무늬를 나타낸다고 할 때에는 쉽게 설명이 되었다. 즉 밝은 부분은 보강간섭을, 어두운 부분은 상쇄간섭을 한다고 생각하면 간단히 설명이 되었다.
2. 이중 슬릿에 아주 약한 빛을 쏘아 보낸다. 그러면 스크린에는 빛의 위치가 점과 같이 하나씩 표시가 된다. (빛의 입자성을 보여주는 듯 함) 이 과정을 계속하면 처음에는 스크린에 점으로 관찰되다가 오랜 시간이 지나면 전체 형태가 파동의 간섭무늬와 같아진다. 이 현상을 설명하기 위해 사람들은 빛이 스스로와 간섭을 한다는 이상한 결론을 내렸다.[3]
3. 위의 2-2 실험을, 각 슬릿 옆에 관측기를 설치하여 매번 빛이 어느 슬릿을 통과했는지 관찰하게 되면 결과는 달라진다. 처음에는 점과 같이 스크린에 표시가 되지만 이후 그 점들을 모두 모으면 앞의 2-2의 결과와는 다르게 거시적으로 간섭무늬를 관찰할 수 없게 된다.

다시 한번 정리해보겠다. 2-1의 결과를 입자설로 설명을 하자면 처음에 스크린에 점과 같은 모양이 나오는 것은 당연한 것이며, 여러 입자가 동시에 두 슬릿을 통과하면서 서로 충돌하는데 그 경로가 스크린에 파동의 간섭무늬와 같은 모양을 나타내도록 충돌하는 것이라고 말할 수 있다. 같은 결과를 파동설로 설명을 하자면, 파동의 간섭무늬가 나온 것은 당연한 이야기이고, 처음에 점으로 표시되는 현상은 가는 파동이 아주 얇은 슬릿을 통과하기 때문에 마치 점처럼 스크린에 나타났다고 설명할 수 있다.
하지만 2-2,2-3은 입자설로도, 파동설로도 설명하기가 어렵다. 왜냐하면 '하나씩' 보냈기 때문에 간섭을 할 수가 없는데 결론은 간섭을 한 것과 같기 때문이다. 그래서 사람들은 빛은 스스로 간섭을 한다는 이상한 결론을 내렸고, 빛은 누군가에게 관측당하면(2-3) 스스로 간섭하던 것을 멈추고 입자와 같이 행동을 한다는 한층 더 이상한 결론을 내렸다. (물질의 이중성 중 코펜하겐 해석 참조)

### 광전효과

광전효과에 대한 간단한 모식도

광전효과란 빛을 금속 등의 물질에 비추어주었을 때 전자가 튀어나오는 현상이다.
‘빛의 파동설’에 따라 광전효과의 결과를 예측해보면, 빛은 파동이므로 빛의 파장이 짧아질수록(즉 빨간색 빛에서 보라색 빛으로 갈수록) 에너지가 커진다. 또한 파동은 중첩 이 되므로 긴 파장의 빛이라도 빛의 세기(빛의 양)만 크게 해주어도 에너지가 커질 것이다. 이처럼 빛의 에너지가 큰 경우에는 빛을 비춰줬을 때 튀어나오는 전자의 개수도 더 많고 전자의 운동에너지 역시 더 클 것이다.
하지만 광전효과의 실험 결과는 파동설의 예측과는 달랐다. 물론 짧은 파장(혹은 보라색)의 빛을 비추어주었을 때에는 전자가 큰 운동 에너지를 가지고 튀어나왔다. 하지만 보라색 빛이라도 튀어나오는 전자의 개수가 많지는 않았다. 즉 파장과 튀어나오는 전자의 개수는 무관했다. 그리고 만약 빛이 파동이라면 비록 긴 파장의 빨간 빛이라도 세게 비추어주기만한다면 중첩 될 수 있기 때문에 충분히 에너지가 커져 빛에 의해 전자가 튀어나와야했다. 하지만 긴 파장(혹은 빨간색)의 빛을 강하게 비추어줬을 때에는 전자가 튀어나오지 않았다. 이는 마치 전자를 튀어나올 수 있게 하는 한계 파장(혹은 에너지)가 존재하는 듯한 양상이었다. 그리고 같은 파장의 빛을 비추어주면 빛의 세기에 따라 튀어나오는 전자의 개수는 달랐지만 튀어나오는 전자의 운동에너지는 같았다. 즉 빛에 의해 튀어나오는 광전자(photoelectron)의 운동에너지는 오직 빛의 파장에만 관계가 있었다. 또한 튀어나오는 총 전자의 수는 (한계 파장, 혹은 에너지 이상의) 빛의 세기에만 관계가 있었다.
빛의 파동설로 광전효과를 설명하기에는 앞에서 말했듯이 한계가 있다. 이를 설명하기 위해 아인슈타인(Albert Einstein)은 플랑크(Max Karl Ernst Ludwig Planck)의 양자 가설을 빛을 바라보는 관점에 도입, 빛을 입자로 생각하였다. 후에 아인슈타인은 이로 인해 노벨 물리학상을 받았다. 아인슈타인에 의하면 위의 현상은 다음과 같이 설명된다. 빨간 빛은 에너지가 작은 입자들이 모인 것이고, 보라색 빛은 에너지가 큰 입자들이 모인 것이라고 생각하자. 빨간 빛의 경우, 각각의 빛 알갱이(혹은 입자)들의 에너지가 작으므로 아무리 많은 양의 빛 입자들을 전자에 쏘아주더라도 전자는 결합을 끊고 나가기에 충분한 에너지를 얻지 못하므로 금속에서 전자가 방출되지 못한다. 하지만 보라색 빛은 전체 빛의 세기가 약하더라도 각각의 빛 알갱이들이 큰 에너지를 갖고 전자와 충돌하기 때문에 전자를 금속에서 빠져나올 수 있게 할 뿐 아니라 빠져나온 전자는 큰 운동 에너지를 가지게 되는 것이다. 물론 강한 보라색 빛, 즉 큰 에너지를 가진 빛 알갱이들을 많이 비춰주면 당연히 많은 전자들이 크고 동일한 운동 에너지를 가지고 방출될것이다.
아인슈타인의 광전효과를 간단히 정리하자면, 빛은 광자라는 알갱이로 이루어져있으며, 이 광자 하나하나가 가지는 에너지가 클수록 충돌하여 빠져나오는 전자의 에너지가 크다는 것이다.

## 물질의 이중성
일반적으로 모든 물질은 입자성과 파동성을 동시에 가지고 있다. 다만 파동으로 생각했던 빛이 입자라는 사실이 먼저 밝혀진 것이다. 입자라고 생각한 전자가 파동임을 보인 것은 프랑스의 루이 드 브로이이다. 그는 1924년, 모든 물질은 파동의 성질을 가지고 있다고 주장하고 물질마다의 파동을 ‘물질파’라고 주장하였다. 1927년에 미국의 데이비슨이 실험적으로 전자에 파동적 성질이 있다는 것을 증명하였다. 모든 물질에 파동성이 있지만 그것을 확인하기 힘든 이유는 파장이 매우 짧기 때문이다. 정확한 계산은 밑의 '드 브로이 물질파' 설명을 참고하도록 한다.

### 물질파
물질파란 물질마다 가진 파장을 의미한다. 이는 이론 물리학자인 드 브로이가 발표한 논문에서 나오는 것으로, 이 논문의 주 내용은 모든 물질은 파동성과 입자성을 동시에 가지며, 그 파장은 입자의 운동량에 반비례하고 진동수는 입자의 운동에너지에 비례한다는 것이다. 물질파 파장은 다음과 같이 나타내진다.
{\displaystyle \lambda ={\frac {h}{mv}}}
여기서 {\displaystyle \lambda }는 물질파의 파장, {\displaystyle h}는 플랑크 상수, {\displaystyle m}은 입자의 질량, {\displaystyle v}는 입자의 속력이다. 이 식은 이후 데이비슨-거머 실험에 의해 증명되었다.
거시적인 세계에서 일상적인 물체의 물질파를 확인하기 힘든 이유는 플랑크 상수가 매우 작은데 비해 운동량이 크기 때문이다. 즉 그 파장이 매우 작고, 그 파장은 현재 우리가 관측할 수 없을 정도로 작기 때문이다. 하지만 원자 이하의 세계를 다루는 경우(양자역학)에는 운동량이 매우 작기 때문에 파장이 쉽게 관측할 수 있을 정도로 크다. 그래서 물질의 이중성이 원자이하의 세계에서 더 뚜렷하게 관찰된다.

### 전자의 이중 슬릿 실험
전자를 이용해서도 ' 빛을 이용한 이중 슬릿 실험 '과 같은 실험을 수행하고 같은 결과를 얻을 수 있다. 유일한 차이는 단색광이 아닌 전자를 이용한다는 점이다.

이중 슬릿 실험에서 파장 계산하기

이중 슬릿 실험에서는 쏘아주는 물질의 파장을 통해 스크린에 나타날 무늬간의 간격도 알 수 있고, 역으로 무늬간의 간격과 슬릿과 스크린사이의 거리, 두 슬릿 사이의 거리를 통해 물질의 파장을 역으로 추적할 수도 있다.
오른쪽 그림을 참고하면서 수식을 보도록 하자.
{\displaystyle \Delta s}는 파장이 두 슬릿을 통과하여 스크린의 한 점에 도달할 때 두 경로의 차이이다. 그리고 a는 두 슬릿 사이의 간격을 의미한다. 그렇다면 이들의 관계는 다음과 같이 표시할 수 있을 것이다.
{\displaystyle \sin \alpha '=\Delta s/a}
그리고 큰 삼각형을 주목하자. 슬릿에서 스크린까지의 거리를 d로 두고, 스크린에서 제일 밝게 나타난 부분으로부터 그 다음 밝은 무늬까지의 거리를 x로 두면 그들의 관계는 다음과 같이 나타낼 수 있을 것이다.
{\displaystyle \tan \alpha =x/d}
그런데 {\displaystyle \alpha }가 작을 경우 {\displaystyle \tan \alpha } 와 {\displaystyle \sin \alpha }는 거의 같다고 근사시킬 수 있다.
{\displaystyle \sin \alpha \approx \tan \alpha }
또한 d가 x에 비해 많이 클 경우, {\displaystyle \sin \alpha } 와 {\displaystyle \sin \alpha '}는 거의 비슷하다.
{\displaystyle \sin \alpha '\approx \sin \alpha }
위의 식들을 정리하면 다음과 같은 관계식을 얻을 수 있다.
{\displaystyle x=\Delta s\cdot d/a}
그리고 x가 제일 밝은부분으로부터 그 다음 밝은 부분까지의 거리라고 하였으니, 보강 간섭이 일어나는 곳이다. 즉 이 x가 파장의 정수배(이 경우에는 n=1)가 된다는 의미이다.
{\displaystyle x=n\lambda }
마지막 두 식을 이용하면 우리가 알고있는 값들(a, d, x, {\displaystyle \Delta s})로 파장을 알아낼 수 있다.

## 양자역학의 해석
이중 슬릿 실험, 특히 관측의 유무에 따라 광자, 혹은 전자의 특이한 행동 - 관측하지 않으면 파동처럼, 관측하면 입자처럼 행동 - 을 설명하기 위해 여러 가지 접근이 시도되었다. 그리고 그것을 조금 더 확장하여 이중 슬릿 실험에서 뿐 아니라 고전 역학으로 쉽게 설명되지 않는 여러 현상들이 어떠한 물리적인 의미를 가지게 되느냐에 대해서도 논의하게 되었고, 그로 인해 '양자역학'과 여러 해석들이 탄생되었다. 여기서 몇가지 해석들을 간단히 소개하도록 하겠다.

### 코펜하겐 해석
코펜하겐 해석은 보어(Niels Henrik David Bohr), 하이젠베르크(Werner Karl Heisenberg) 등 당대 유명한 물리학자들이 함께 만든 것으로서 양자역학에서 가장 널리 받아들여지고 있는 정통해석이다. 코펜하겐 해석의 관점에서는, '관측'이 중요시 여겨진다. 즉, 관측하기 전에는 여러 가지 상태가 중첩되어 존재한다. 코펜하겐 해석은 이를 확률을 의미하는 파동함수(슈뢰딩거 방정식)로 나타낼 수 있다고 한다.(좀 더 자세히 말하자면, 슈뢰딩거 방정식의 파동 함수의 제곱이 확률밀도에 비례한다고 본다.) 하지만 관측하는 그 순간 상태는 더 이상 확률이 아닌 특정한 한가지로 정해지게 된다고 주장한다. 즉, 하나의 상태는 객관적인 사실로 존재하는 것이 아니라 관측자와의 상호작용의 결과라고 주장한다.
예를 들자면, 이중 슬릿 실험 결과를 해석할 때에는 있는 실험 결과를 있는 그대로 받아들여서 관측하기 전 까지는 파동이었다가 관측하는 순간 입자가 된다고 주장한다. 즉, 스크린에 도달하여 관측되기 전 까지는 파동이므로 전자(혹은 빛)는 동시에 두 슬릿을 통과할 수 있다. 좀 더 엄밀하게 말하자면, 두 슬릿을 각각 A슬릿, B슬릿으로 두었을 때 처음에 전자(혹은 빛)를 보내면 전자(혹은 빛)가 '슬릿 A를 통과 할 가능성'과 ' 슬릿 B를 통과 할 가능성'이 동시에 존재한다. 이 말을 다르게 표현하자면, 'A에 있을지도 모르는 전자(혹은 빛)'와 'B에 있을지도 모르는 전자(혹은 빛)'가 동시에 존재하는 것이다. 이는 전자(혹은 빛)의 파동성을 의미한다. 이후 스크린에 도달하여 관측이 되면 그제서야 입자가 된다는 것이다.
코펜하겐 해석의 가장 기본적인 두가지 원리는 상보성 원리와 불확정성 원리이다.
간단히 소개하겠다.
 상보성 원리는 물리적 실재에 대한 성질들은 상호보완적인 짝을 이루어 존재한다는 것이다. 즉 어떤 물리적 실재는 경우에 따라 A로도 B로도 존재할 수 있음을, 하지만 동시에 A이자 B일 수는 없음을 의미한다. 예를 들면 빛은 경우에 따라 입자 혹은 파동으로 행동할 수 있지만 동시에 입자이며 파동일수는 없다. 파동 입자의 이중성 이외에도 운동량과 위치 등도 상보성원리로 설명할 수 있다.
불확정성 원리는 하이젠베르크가 주창한 것으로, 위치와 운동량은 동시에 온전하게 측정될 수 없으며 두 측정값의 오차는 특정 값보다 줄어들 수 없다는 것이다. 간단히 다음과 같이 나타내진다.
{\displaystyle \Delta x\Delta p\geq {\hbar  \over 2}}
x: 위치
p: 운동량
{\displaystyle \hbar }: 플랑크 상수
이 원리는 양자역학을 위해 새로 만들어낸 것이 아니라 양자역학의 통계적 해석으로부터 얻어진 결과이다. 이 오차보다 줄어들 수 없는 이유에 대한 한가지 견해는 '관측'을 할 때 관측대상에게 아무런 영향을 주지 않는 것이 불가능하기 때문이다. 예를 들자면, 전자기파로 어떤 대상을 관측할 때 위치를 정확하게 알아내기 위해 짧은 파장을 이용하게 되는데 파장이 짧아질수록 전자기파의 에너지가 커지기 때문에 전자기파의 운동량은 점점 더 불확실해지고 그 측정값의 오차가 점점 더 커지게 된다. 따라서 위치와 운동량의 측정값 곱은 어느 한계치보다 작아질 수 없다
코펜하겐 해석은 여러 과학자들의 비판을 받아왔다. 그 중 한가지 이유는 우리가 '관측'을 하는 행위가 너무 중요해서 그로 인해 세상이 결정된다는 것은 너무 말도 안되는 이야기라고 생각되었기 때문이다. 아인슈타인은 '누군가 달을 보고 있을 때만 달이 존재하는가? 그렇지 않을 것이다'라며 끝까지 이 해석을 받아들이지 못하고, 여러 사고실험, 특히 'EPR 역설'로 이 해석에 반기를 들었다. 하지만 이후 '벨의 부등식'과 그 부등식의 실험적 검증으로 인해 아인슈타인이 틀렸고 양자역학의 원리가 옳다는 것이 증명되었다. 또한 슈뢰딩거는 '슈뢰딩거의 고양이'라는 사고실험을 통해, 이러한 불확정성이 원자 이하의 미시세계가 아닌 거시세계로 확장된다면 얼마나 이상하게 느껴질지 생각해보게끔 만들고, 이를 통해 이 해석에는 문제가 있을 것이라고 주장하였다. 하지만 관측의 중요성을 강조하여 혹자는 '인간의 마음은 양자역학을 넘어선 특별한 존재이다. 그래서 관측에 따라 물질의 상태가 정해지는 것이다' 라고도 하였다.

### 드브로이-봄 이론
드브로이-봄 이론(de Broglie–Bohm theory) 또는 파일럿 파동 이론(pilot-wave theory)은 데이비드 봄이 주장한 것으로, 전자(혹은 입자)는 이동하기 전에 파동을 내보내고(파일럿파) 전자(혹은 입자)는 이 파동을 타고 이동한다는 것이다. 이 해석이 코펜하겐 해석보다는 좀 덜 이상하게 여겨질 수도 있겠지만 안타깝게도 파일럿파는 관측되지 않을 뿐더러 입자보다 먼저 움직이는 파동이므로 앞으로도 관측이 불가능하다. 파일럿 해석의 결과는 확률을 나타낼 뿐이며 코펜하겐 해석이 식도 더 간단하므로 코펜하겐 해석이 더 보편적으로 받아들여지고 있다.

### 다세계 해석
휴 에버렛(Hugh Everett III)이 주장한 해석으로서 인간에게도 (관측대상에게 그랬듯이) 양자역학을 적용, 인간 역시 여러 상태가 중첩되어있는 것으로 이해하였다. 그래서 확률에 따라 가능한 여러 가지 경우의 수만큼의 세계가 존재하며, 그 세계들 간에는 상호작용이 없다고 하였다. 이 해석 역시 몇 개의 우주가, 얼마나 존재하는가, 확률에 따라 어떻게 결정되는가 등의 몇가지 문제점을 가지고 있지만 코펜하겐 해석과 더불어 현재 제일 보편적으로 받아들여지는 해석이다.

### 서울 해석
1986년부터 장회익과 여러 한국의 물리학자, 철학자들이 모여서 만들어가고있는 해석으로서 현재까지도 발전해나가고있는 해석이다. 이 해석의 장점은 상보성 원리나 불확정성 원리 등을 도입하지 않고 양자역학을 이해하려고 시도한다는 것이다. 이 해석을 간단히 정리하자면, 물리적인 대상에는 확률이 존재하지 않고 인식에만 확률이 존재한다는 것이다. 그리고 측정하는 순간 세계가 늘어나는 것이 아니라 불연속적으로 새로 시작한다고 보는 것이다.
이처럼 양자역학은 뉴턴 이후부터 이제까지 물리학자들이 가진 결정론적 사고 - 물리법칙으로 모든 미래를 예측할 수 있다 - 가 맞는 것인지에 대해 다시 한번 생각하게끔 만들어주었다. 양자역학의 여러 논쟁들과 해석들은 매우 철학적이다. 하지만 과학계에서는 철학적인 논의는 뒤로 하고, 일단 이론을 적용하여 계산하였을 때 많은 현상들을 예측할 수 있었기 때문에 일단 양자역학을 받아들이고 그 활용에 더 집중하고 있다.

## 같이 보기
- 광전효과
- 이중 슬릿 실험
- 양자역학
- 물질파

## 참고 자료
- 곽영직, (곽영직 교수의 물리 5부작) 빛 물리학, 동녘, 2008
- 야무챠, 철학적 사고로 배우는 과학의 원리, G brain, 2008
- 다케우치 가오루, (한권으로 충분한) 양자론: 불확정성의 원리에서 '무한대 해'의 난제까지, 전나무숲, 2010
- http://physica.gsnu.ac.kr/phtml/modern/light_quantum/photon/photon6.html 보관됨 2016-02-07 - 웨이백 머신
- http://physica.gsnu.ac.kr/phtml/modern/wave_particle//matterwave/matterwave2.html 보관됨 2016-03-04 - 웨이백 머신
- https://web.archive.org/web/20010209012559/http://www.postech.ac.kr/press/hs/C27/C27S006.html
- https://web.archive.org/web/20160304191508/http://kps.or.kr/storage/webzine_uploadfiles/1746_article.pdf
- https://web.archive.org/web/20160305051051/http://www.kps.or.kr/storage/webzine_uploadfiles/1750_article.pdf